# Riesenteleskop

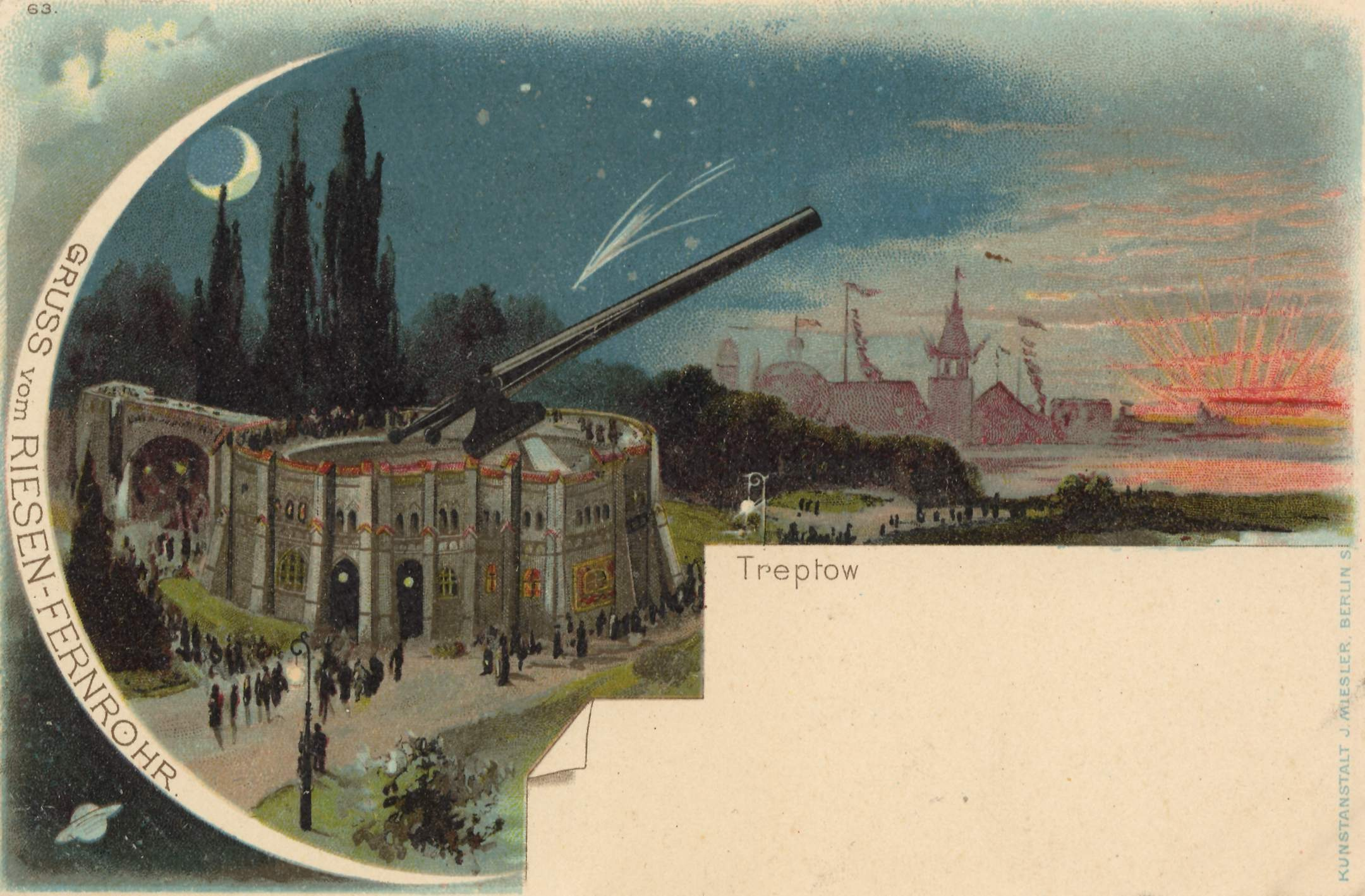
Das sogenannte Riesenfernrohr der Berliner Gewerbeausstellung 1896. Es wurde renoviert und ist wieder an der Archenhold-Sternwarte im Einsatz.

Als Riesenteleskope wurden im 18. und 19. Jahrhundert astronomische Fernrohre mit ungewöhnlich großen Dimensionen bezeichnet. Dies konnte sich sowohl auf die Länge (Brennweite) des Teleskops als auch auf die Öffnung (Apertur) seines Objektivs beziehen. Die Großinstrumente des 18. Jahrhunderts waren vor allem Metall-Spiegelteleskope. Das 19. Jahrhundert brachte hingegen lange Fernrohre (Refraktoren) hervor, die das Licht mit großen Linsen bündelten.
Die Bezeichnung „Riesenteleskop“ war in der Fachwelt der zwei Jahrhunderte zwar gebräuchlich, allerdings nicht klar definiert. Manche Medien verwenden die Bezeichnung bis heute auch für die großen Spiegelteleskope der Gegenwart, weshalb sie hier ebenfalls behandelt werden.

## Objektivlinse versus Spiegel
Die Frage, welche Bauweise für die Astronomie günstiger ist, wurde jahrhundertelang kontrovers diskutiert. Seit der Erfindung des Spiegelteleskops (um 1650) werden für dieses die Farbreinheit und die Möglichkeit größerer Durchmesser ins Treffen geführt. Nachteile waren zunächst der Lichtverlust bei Metallspiegeln (etwa 50 %), die stärkere Beugung am Hilfsspiegel und die schwierigere Justierung. Für den Refraktor sprach (und spricht bis heute für Amateurastronomen) vor allem die bessere Auflösung feiner Details sowie der meist geringere Einfluss der Luftunruhe.
Was die technisch mögliche Größe und die Verwendbarkeit für die jeweiligen Forschungsziele betrifft, haben sich die beiden Bautypen seit etwa 1750 mehrfach abgewechselt und viele Innovationen sowohl im optischen System, in der Mechanik, der Montierung und den verwendeten Sensoren erlebt. In der Forschung dominieren heute die Spiegelteleskope.
Während um 1800 ein Teleskopspiegel von 50 cm Durchmesser bereits als außerordentlich groß galt – ebenso wie um 1850 ein 50-cm-Objektiv bei einem Refraktor – liegt diese Marke heute bei Spiegelgrößen von 6–10 m und wird bis 2025 auf über 30 m steigen. Demgegenüber endete die Größenentwicklung von Linsensystemen in den 1890er-Jahren bei 90–100 cm (Lick- und Yerkes-Sternwarte), weil sich der Glaskörper der Linse ab dieser Größe bereits merklich unter seinem Eigengewicht verformt. Bei Spiegeln sind derartige Probleme wesentlich einfacher kontrollier- und korrigierbar, weil sie  – anders als Linsen, die nur am Rand durch ihre Fassung gehalten werden – auf ihrer gesamten Fläche von hinten gestützt werden können.

## 17. Jahrhundert: Problematik der Linsenfehler und Lichtstärke

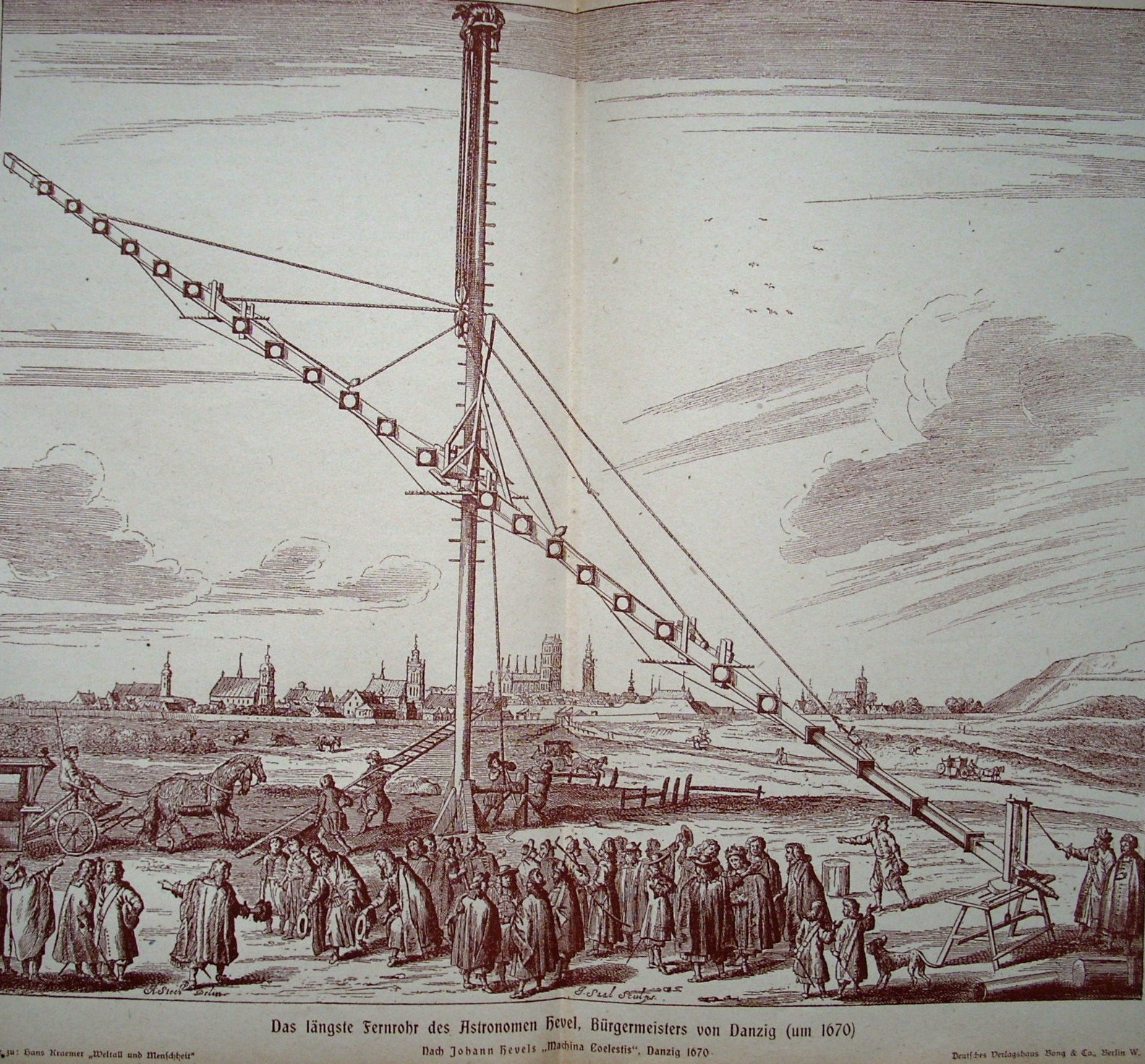
Hevels Riesenteleskop

Bald nach der Erfindung des Fernrohrs im Jahre 1608 durch Lipperhey, Kepler und Stafford folgten Bestrebungen, deren Vergrößerung und insbesondere die Lichtstärke der nur etwa 3 cm großen Objektive zu steigern. Während sich stärkere Vergrößerungen relativ bald durch längere Brennweiten erzielen ließen, standen einer höheren Bildhelligkeit die mit der Objektivgröße stark anwachsenden Farb- und Linsenfehler entgegen. Vor der Entwicklung zweilinsiger Achromate durch Chester Moor Hall um 1733 konnte man große Objektive von ausreichender Bildschärfe nur durch einen sehr flachen Linsenschliff erzielen, der extrem lange Brennweiten erforderte.
Besonders spektakulär waren die langen Linsenfernrohre des Danziger Bürgermeisters Johannes Hevelius, die er um 1670 auf der Terrasse des Rathauses und später vor den Stadttoren aufstellen ließ. Das größte Luftteleskop am Rathaus hatte eine Länge von etwa 10 Metern und war die Sensation mancher Staatsempfänge. Auch das wohl längste Fernrohr aller Zeiten geht auf Hevelius zurück. Es war etwa 25 Meter lang und auf einem etwa 20 Meter hohen Mast an einem Flaschenzug montiert. Weil ein durchgängiger Tubus zu schwer gewesen wäre, wurde das seitliche Streulicht durch ein System von 20 Blenden verringert. Wegen seiner extremen Windempfindlichkeit und der schwer zu bedienenden Montierung (den Flaschenzug musste ein Gehilfe auf der Mastspitze bedienen) war dieses Riesenteleskop aber für die astronomische Praxis nur von beschränktem Wert.

## Schroeters Spiegelteleskope

Riesenteleskop von Lord Rosse, Birr (Irland)

Um 1670 entwickelte Isaac Newton einen verbesserten Bautyp des Spiegelteleskops, der den leistungsfähigen Teleskopen zugrunde lag, die Johann Hieronymus Schroeter (1745–1816) in den 1770er Jahren für seine private Sternwarte Lilienthal bei Bremen baute und die damals die weltweit größten waren. Hier entstanden die ausgezeichneten Mondbeobachtungen (publiziert als Selenotopographische Fragmente), und sein als Observator eingestellter Assistent Friedrich Wilhelm Bessel wurde hier zum Astronomen ausgebildet.
Schroeter begann seine später bahnbrechenden Mondbeobachtungen 1779 mit einem farbreinen Fernrohr von Dollond mit nur 6 cm Öffnung und 90 cm Brennweite. Herschels Entdeckung des Uranus (1781) veranlasste den gut situierten Beamten, bei ihm ein Spiegelteleskop 12/122 cm zu bestellen. Bald folgte ein Newton-Teleskop 17/214 cm, für das er im Garten ein zweistöckiges Observatorium errichtete. Sein Programm umfasste systematische Mond- und Sonnenbeobachtungen, die großen Planeten sowie Veränderliche, Doppelsterne und Nebel.
Sein eigentliches „Riesenteleskop“ stellte Schroeter 1794 fertig – es hatte 51 cm Öffnung und 825 cm Brennweite. Neben dem bisherigen Messprogramm konnte er damit auch die Nachtseite des Mondes untersuchen, zahlreiche Sternhaufen und Nebel entdecken und Tagbeobachtungen der hellen Planeten vornehmen. So erlangte der anfängliche Hobbyastronom bald Berühmtheit und erhielt Besuche von Astronomen, Politikern und Militärs. Mit Franz Xaver von Zach und Wilhelm Olbers gründete er 1800 die Astronomische Gesellschaft – die bald in die Spitzenforschung einstieg – und die sogenannte „Himmelspolizey“ für die gezielte Suche nach dem vermuteten Kleinplaneten zwischen Mars- und Jupiterbahn. Tatsächlich wurden 3 der 4 größten Asteroiden an Schröters großem Spiegelteleskop entdeckt.
Das nächste Riesenteleskop wurde 1845 von Lord Rosse mit einem Aufwand von 12.000 Pfund Sterling (nach heutiger Kaufkraft etwa 1.260.000 £) gebaut. Der Hauptspiegel maß 72 Zoll (1,83 m) im Durchmesser und hatte eine Brennweite von 16 m. Dieses Teleskop zeichnete sich durch eine für die damalige Zeit unglaublich hohe Lichtstärke aus und bekam bald den Spitznamen „Leviathan of Parsonstown“.

## Fraunhofers Achromate
Das Problem der Linsenfehler wurde prinzipiell zwar schon 1733 von Chester Moore Hall gelöst, doch erst Josef Fraunhofer gelang um 1820 der Durchbruch zu größeren Linsendurchmessern. Der von Fraunhofer gebaute Dorpater Refraktor hatte beispielsweise ein 245-mm-Objektiv.
In einem Bericht an die Bayerische Akademie der Wissenschaften referierte Fraunhofer 1824 die Vorzüge des Dorpater Instruments:

„Es ist das größte dieser Art, und auch in Hinsicht der wichtigeren Theile der Aufstellung neu … Die größten Sehwerkzeuge, welche bisher existirten, sind die aus Metallspiegeln bestehenden Teleskope. Da aber der vollkommenste Metallspiegel nur einen geringen Theil des auffallenden Lichtes reflektirt … müssen die Spiegelteleskope ungemein groß seyn … [Ferner kann] die Abweichung der Lichtstrahlen wegen der sphärischen Form der reflektirenden Flächen nicht behoben werden, und … man kann sie z. B. niemals zu Meridianinstrumenten etc. gebrauchen.“

Mit der letzten Bemerkung bezieht sich Fraunhofer auf die astronomischen Forschungsschwerpunkte seiner Zeit – die Himmelsmechanik und ihre Basis, die Geschwindigkeits- und Positionsbestimmung von Himmelskörpern (Astrometrie). Die ersten Entfernungsmessungen von Fixsternen gelangen Bessel 1838 mit dem von Fraunhofer für feinste Winkelmessungen konstruierten Heliometer (siehe 61 Cygni).
Zwar veränderten sich mit dem Aufkommen der Astrophysik und der Fotografie in der zweiten Hälfte des 19. Jahrhunderts die Forschungsschwerpunkte, doch blieben Fraunhofers Entwicklungen noch bis ins frühe 20. Jahrhundert Vorbild für alle Instrumentenbauer Europas. Erst das große Hooker-Teleskop auf dem Mount Wilson (USA) leitete um 1920 die Wendung zu neuen Spiegelsystemen beim Bau von Großteleskopen ein.

## Die „Großen Refraktoren“ des späten 19. Jahrhunderts

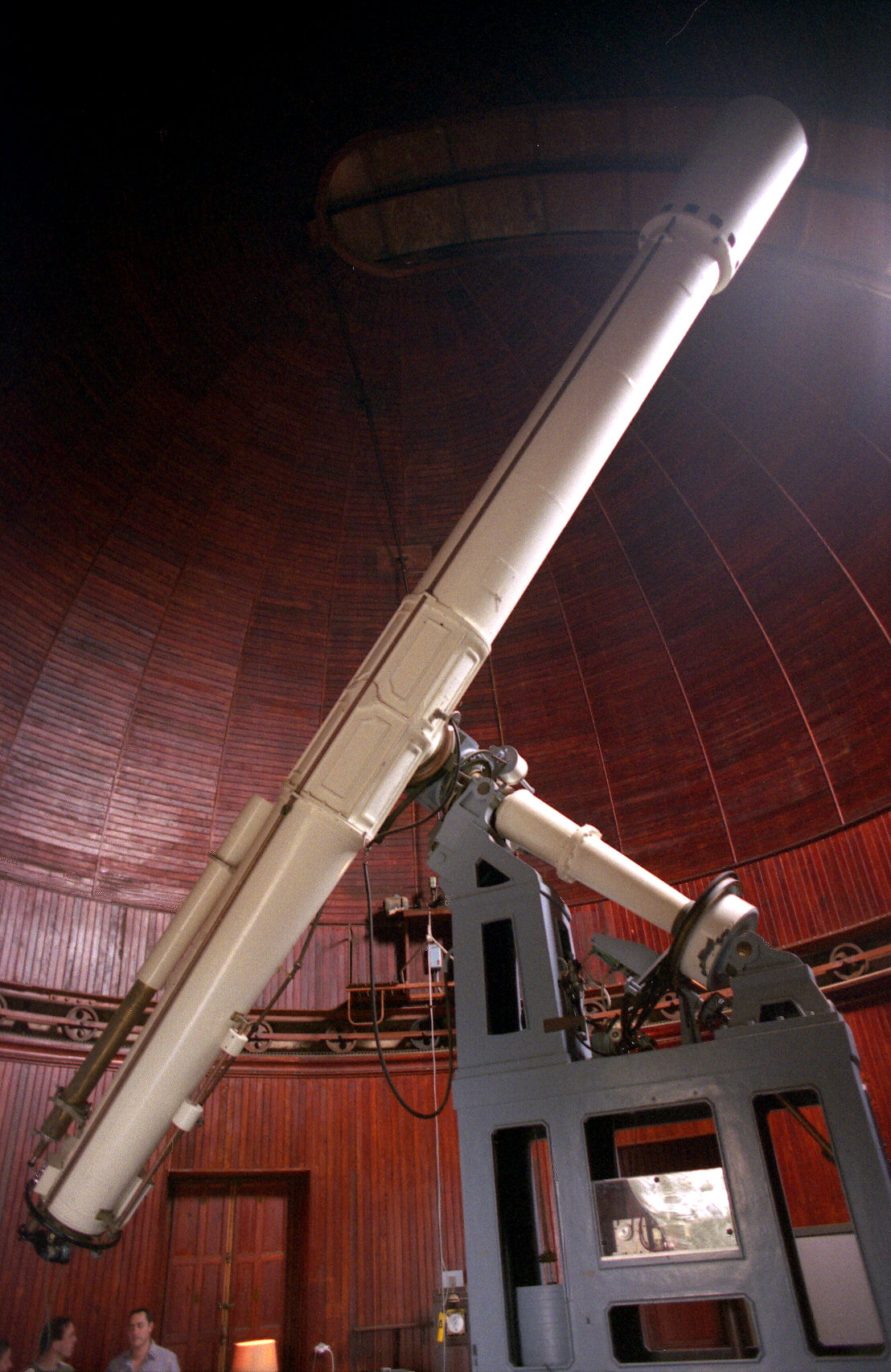
Kuppel des Refraktors in Nizza

Im letzten Viertel des 19. Jahrhunderts, als die Astrophysik und die Kleinplaneten-Forschung an Bedeutung gewannen, trat für einige Jahrzehnte die Beobachtung an neukonstruierten großen Refraktoren in den Vordergrund. Ein wesentlicher Grund dafür war, dass mit ihnen sowohl genaue Spektralanalysen als auch Positionsastronomie und die Beobachtung feinster Details auf Planeten möglich war.
Den Anfang machte in Europa die Sternwarte Nizza (siehe Bild) und in Amerika das U.S. Naval Observatory in Washington mit einem rund 10 Meter langen Linsenfernrohr. Es hatte ein 26-zölliges Objektiv (etwa 65 cm Durchmesser) von ca. 100 kg Masse. Unter der Leitung von Simon Newcomb arbeitete die Marinesternwarte vor allem an einer genauen Bestimmung der astronomischen Fundamentalkonstanten.
Noch etwas größer war der Große Refraktor der neuen Universitätssternwarte Wien (die damals noch weit außerhalb des bebauten Gebietes lag), ein 27-Zöller (68 cm Apertur), den 1875 der damalige Spitzenproduzent Grubbs in Irland konstruierte. Das Teleskop, das für 5 Jahre das weltweit größte war und nach einer Renovierung bis heute in Verwendung ist, hat eine Brennweite von über 10 Metern und wurde in einer Kuppel von 14 Metern Durchmesser montiert. Zur Bedienung waren zunächst zwei Gehilfen notwendig, später wurde der Betrieb teilautomatisiert.
Der Refraktor, dessen Kuppel 27–36 m über dem Gelände liegt, ruht auf einem rund 35 m hohen Pfeiler, der 5 m tief im Fels fundiert ist. An seiner Basis hat er fast 10 m Durchmesser. Der in den Untergeschoßen durchlüftete Ziegelbau garantiert eine gleichmäßige Temperierung ohne jegliche Pfeilerdrehung. Die Pfeiler der noch größeren Lick- und Yerkes-Teleskope (USA um 1895) sind hingegen oben in Hohlbauweise ausgeführt.
Den Schwerpunkt der Wiener Beobachtungen bildeten Positionsmessungen und die Spektralanalyse von Doppelsternen und der Körper des Sonnensystems. Es entstanden u. a. die damals genauesten Aufnahmen des Gasplaneten Jupiter. Das große Instrument veranlasste den Triester Sternwartedirektor Johann Palisa, als Observator nach Wien zu wechseln. Insgesamt entdeckte er 123 Kleinplaneten und hält damit den Rekord für deren visuelle Entdeckung. Er organisierte exakte Bahnbestimmungen und gab mit Max Wolf (Heidelberg) um 1900 den fotografischen Palisa-Wolf-Sternatlas heraus.
Fast gleichzeitig wurde auf dem Telegrafenberg unweit von Berlin das Astrophysikalische Institut Potsdam eingerichtet. Es war das erste seiner Art und erhielt zunächst ein kleineres Teleskop als das in Wien, war aber mit dem modernsten Spektroskop ausgestattet. Als Russland (in Pulkowo bei Petersburg) und die USA (Harvard, Washington) wesentlich lichtstärkere Refraktoren bauten, bestellte Potsdam seinen Großen Doppelrefraktor von 28 Zoll, mit dem gleichzeitig visuell, spektroskopisch und fotografisch beobachtet werden konnte. Er hatte 12 Meter Brennweite und wurde 1899 unter der Schirmherrschaft von Kaiser Wilhelm II. eingeweiht. Firmen aus ganz Deutschland hatten an dem 7 Tonnen schweren Fernrohr gearbeitet. Die zwei Objektive stammten aus München, die fahrbare Beobachterbühne („astronomischer Stuhl“) aus Berlin.
Bahnbrechende Entdeckungen waren u. a. die interstellare Materie, die der Wissenschaftler Johannes Franz Hartmann um 1910 erforschte und die die Modellvorstellungen der Sternentstehung revolutionierte. In den 1930er-Jahren beschäftigten sich die Observatoren mit der Sterngruppe der Novae. Nach dem Zweiten Weltkrieg lag der Schwerpunkt auf der Erforschung der Doppelsterne, wobei präzise Aussagen über die Masse dieser Himmelskörper möglich wurden. Danach war der Refraktor wegen Witterungsschäden 30 Jahre außer Betrieb, wurde aber zum Jubiläumsjahr 1999 renoviert.
Den Rang, das größte Teleskop zu besitzen, verlor Wien um 1880 an das Pulkowo-Observatorium, das Russland in der Nähe der Hauptstadt St. Petersburg als Hauptsternwarte des Zarenreichs errichtete. Der über 10 Meter lange Refraktor hatte ein 30-Zoll-Objektiv und sollte Russland wieder an die Spitze der globalen Astronomie bringen. Seine Qualität war hoch, er litt allerdings bald unter den rauen Wetterbedingungen 700 km südlich des Polarkreises.
Bis zur Jahrhundertwende legten die Messungen am U.S. Naval Observatory die Grundlagen der modernen Astrometrie und des Fundamentalsystems der Astronomie. Auch das Harvard-Observatorium und einige weitere Großsternwarten beteiligten sich an diesem internationalen Projekt.
Aufgrund der Erfolge von Edward Holden, dem Hauptobservator in Washington und späteren Direktor der Lick-Sternwarte, nahm die Lick-Sternwarte im Jahr 1888, 12 Jahre nach dem Wiener „Großen Refraktor“, ein mit 91 cm Öffnung noch größeres Linsenfernrohr in Betrieb. Für diesen sog. Lick-Refraktor wurde der erste Sternwartenbau auf einem höheren Berg errichtet, dem klimatisch äußerst günstigen Mount Hamilton (1327 m). Er stach mit durchschnittlich 330 sternklaren Nächten pro Jahr und minimaler Luftunruhe unter allen gut erreichbaren Gipfeln Kaliforniens hervor.
Edward Holden schrieb darüber 1888:

„Allmählich werde ich mit der Behandlung des grossen Teleskops vertraut und lerne, wie man am besten damit beobachtet. Es bedarf besonderer Behandlung, aber wenn alle äußeren Umstände günstig sind, so leistet es vorzügliches … Ich habe die hellsten Planeten, Nebel, die Milchstrasse … so schön gesehen wie kein Astronom vor mir. Jupiters Monde, die in anderen Teleskopen als Scheiben erscheinen, zeigen sich hier als volle runde Massen gleich den Planeten … Der berühmte Nebel im Herkules erscheint als eine Masse vereinzelter selbständiger Punkte.“

Holden setzt fort, er habe sich „besonders angezogen gefühlt“ vom Wiederaufsuchen bekannter Objekte, wenn er sie „mit Zeichnungen von Lord Rosse in seinem 6-füßigen Riesenreflektor“ verglich und seine Bilder als schärfer befand.
Dass der Lick-Refraktor einem doppelt so großen Metallspiegel überlegen war, trug 1891 zu der Entscheidung bei, mit dem Yerkes-Refraktor ein noch größeres Linsenfernrohr zu bauen. Er ist bis heute der größte Refraktor der Welt. Sein 102-cm-Objektiv markiert jedoch den Endpunkt dieser Entwicklungslinie, da die Glas- und Fernrohrbiegung bereits das zulässige Maß überstieg. Von nun an wurden alle Großteleskope als Spiegelteleskope konstruiert und bald nicht mehr visuell, sondern für die Astrofotografie ausgelegt.

## Mount Wilson, Mount Palomar und Selentschuk
Um die Jahrhundertwende verlagerte sich der Schwerpunkt der Teleskopentwicklung zunehmend in die USA, was zu einem Gutteil auf die großzügige Förderung durch private Sponsoren zurückzuführen ist. Durch die immer weiter vordringende Astrofotografie und Astrophysik ergab sich die Notwendigkeit größerer Aperturen, was die Konstruktion außerordentlich großer Spiegelteleskope anregte. Technisch war nun auch die Möglichkeit gegeben, statt Metallspiegeln solche aus Glas herzustellen.
Der erste dieser großen Reflektoren war der 1,5-m-Spiegel für die neugegründete Sternwarte am Mount Wilson. Kaum 10 Jahre später folgte bereits der 1917 installierte 2,5-Meter-Spiegel des Hooker-Teleskops, für fast 30 Jahre das größte Spiegelteleskop der Welt. Mit ihm gelangen bahnbrechende Erkenntnisse über benachbarte Spiralnebel (damals als „Welteninseln“ bezeichnet) und die Expansion des Weltalls. Hier konnte der Andromedanebel erstmals in Einzelsterne aufgelöst werden, sodass die lange Diskussion, ob die Spiralnebel aus Gas beständen oder sehr ferne Welteninseln (Galaxien) seien, entschieden war.
Europa hatte dieser technologischen Entwicklung wegen der Weltwirtschaftskrise lange nichts entgegenzusetzen.
Nachdem 30 Jahre lang das Mount-Palomar-Spiegelteleskop mit 5 Metern Öffnung das größte Fernrohr der Welt gewesen war, ging dieser Rang 1975 an das sowjetische 6-m-Teleskop des Selentschuk-Observatoriums im Kaukasus über. Beide dieser Riesenspiegel stellten bei ihrer Herstellung eine technische Gratwanderung dar; allein das Abkühlen der 80 m² und 110 m² großen Glasrohlinge dauerte viele Monate.

## Die Großteleskope der Gegenwart
Spiegelteleskope mit 8 bis 10 Metern wurden seit Anfang der 1980er Jahre geplant. Unter europäischer Leitung entstand beispielsweise das Very Large Telescope („Sehr Großes Teleskop“, abgekürzt VLT). das von der Europäischen Südsternwarte (ESO) auf dem Paranal in Chile (2635 m) betrieben wird. Es besteht aus vier Spiegelteleskopen mit je 8,2 m Öffnung, die elektronisch zu einem Verbund zusammengeschaltet werden können. Das erste dieser Großteleskope wurde 1998/99 in Betrieb genommen. Alle vier Teleskope sind für Spektralbereiche vom sichtbaren Licht bis zu mittlerem Infrarot ausgelegt und können gemeinsam für feinste Winkelmessungen (Interferometrie) genützt werden. Durch adaptive Optik ist eine merkliche Reduktion der Luftunruhe möglich, sodass das VLT fast das Auflösungsvermögen des Weltraumteleskops HST von etwa 0,1″ erreicht. Die vier Teleskope sind als Altazimute montiert, das heißt, ihre primäre Drehachse weist nicht zum Himmelspol, sondern zum Zenit. Dadurch ist eine merkliche Gewichtsreduktion möglich: Die Nachführung der Erdrotation erfordert keine schrägen Achsen mehr wie bei den Großteleskopen des 19. und 20. Jahrhunderts, sondern erfolgt durch digitale Steuerung wie bei einem modernen – nur 100-mal kleineren – Theodolit.
Die Liste der größten optischen Teleskope weist derzeit als in Betrieb befindliche Großteleskope mit einem rechnerischen Spiegeldurchmesser von mindestens 8 m folgende Instrumente aus:
- Large Binocular Telescope mit 2 Einzelspiegelsegmenten von 8,4 m Durchmesser (entspricht 11,8 m gesamt); interferometrisch nutzbar; Mount Graham, Arizona/USA
- Gran Telescopio Canarias mit einem segmentierten Hauptspiegel von 10,4 m; Roque de los Muchachos, La Palma/Spanien
- Keck I und Keck II mit je einem segmentierten Hauptspiegel von 10,4 m; interferometrisch nutzbar; Mauna-Kea-Observatorium, Hawaii/USA
- Southern African Large Telescope mit einem segmentierten Hauptspiegel von ca. 9,2 m Äquivalentdurchmesser, fester Höhenwinkel; Sutherland, Südafrika
- Hobby-Eberly-Teleskop mit einem segmentierten Hauptspiegel von ca. 9,2 m Äquivalentdurchmesser, fester Höhenwinkel; Mount Fowlkes, Texas/USA
- Subaru-Teleskop mit einem 8,2-m-Einzelspiegel; Mauna-Kea-Observatorium, Hawaii/USA
- Very Large Telescopes, vier Einzelteleskope (Antu, Kueyen, Yepun, Melipal) mit je einem 8,2-m-Einzelspiegel; interferometrisch nutzbar (Very Large Telescope Interferometer); Paranal-Observatorium, Cerro Paranal, Chile
- Gemini-Observatorium, zwei Einzelspiegel-Teleskope von 8,1 m Durchmesser; mit Gemini Northern Telescope (Mauna-Kea-Observatorium, Hawaii/USA) und Gemini Southern Telescope (Cerro Tololo Inter-American Observatory, Cerro Pachón, Chile)

## Pläne für die nächsten Jahrzehnte
Ein Ende der Entwicklung von Riesenteleskopen – wie es um 1900 bei den Linsenfernrohren nach unerwarteten Verbiegungen des 1-m-Objektivs der Yerkes-Sternwarte eintrat – ist bei Spiegelteleskopen nicht in Sicht. Anfang 2009 waren in Planung:
- Giant Magellan Telescope (GMT) mit sieben 8,4 m Einzelspiegeln und einem Äquivalentdurchmesser von 21,4 m (Fläche), bzw. 24,5 m (Auflösung). Der Bau wurde im Februar 2009 beschlossen und soll 2029 abgeschlossen sein. Als Standort wird das Las Campanas-Observatorium in Chile favorisiert.
- Thirty Meter Telescope (TMT) mit 492 hexagonalen Spiegeln von 1,4 m. Als Standorte wurde das Mauna-Kea-Observatorium bestimmt. Die Inbetriebnahme ist für 2027 geplant.
- Extremely Large Telescope (ELT). Es wird einen Hauptspiegel mit 39 Metern Durchmesser haben, der aus 798 sechseckigen Spiegelelementen zusammengesetzt ist. Geplant war ursprünglich ein Spiegel mit 42 Metern Durchmesser aus 906 Segmenten. Voraussichtlich wird der Bau im Jahre 2027 abgeschlossen sein. Als Standort wurde am 26. April 2010 der Berg Cerro Armazones in der chilenischen Atacamawüste ausgewählt.[4]

Darüber hinausgehende Konzepte werden derzeit nicht aktiv verfolgt. Projektstudien existieren beispielsweise für
- Large Aperture Mirror Array (LAMA)[5]
- EURO 50
- Overwhelmingly Large Telescope („Überwältigend Großes Teleskop“, OWL).